# Abraliopsis
Abraliopsis Joubin, 1896 è un genere di molluschi cefalopodi appartenente alla famiglia Enoploteuthidae.

## Descrizione
Abraliopsis ha pinne poste alla fine del mantello. Le clave tentacolari portano nella parte mediana o mano due serie di uncini e una di ventose. Le braccia sono dotate di grandi uncini. Da due a quattro fotofori di grandi dimensioni, di solito tre, sono posti all'apice del quarto braccio, questi fotofori sono ricoperti di cromatofori di colore nero. Il globo oculare porta cinque fotofori nella parte ventrale, di essi quello più anteriore e quello più posteriore sono più grandi. L'epidermide è ricca di fotofori più piccoli che emettono luce rossa. Il quarto braccio è privo di ventose e nel maschio indifferentemente il destro o sinistro è trasformato in ectocotile.

## Distribuzione e habitat
Il genere ha distribuzione cosmopolita nei mari e gli oceani tropicali e subtropicali. A. morisii è presente nel mar Mediterraneo.
Vivono nelle zone epipelagica e mesopelagica degli oceani. Effettuano migrazioni nictemerali, di giorno scendono fino a circa 600 metri, di notte risalgono sopra i 200 metri.

## Biologia

### Predatori
Sono preda di grandi pesci pelagici e di cetacei odontoceti.

## Tassonomia
Il genere comprende 20 specie::
- Abraliopsis affinis Pfeffer, 1912)
- Abraliopsis atlantica Nesis, 1982
- Abraliopsis chuni Nesis, 1982
- Abraliopsis falco Young, 1972
- Abraliopsis felis McGowan & Okutani, 1968
- Abraliopsis gilchristi Robson, 1924)
- Abraliopsis hoylei (Pfeffer, 1884)
- Abraliopsis lineata (Goodrich, 1896)
- Abraliopsis morisii (Vérany, 1839)
- Abraliopsis pacificus Tsuchiya & Okutani, 1990
- Abraliopsis tui Riddell, 1985